# Ball-Club Farchet Wolfratshausen e.V.
Ball-Club Farchet Wolfratshausen e.V. é uma agremiação esportiva alemã, fundada em 1957, sediada em Wolfratshausen, na Baviera.

## História
Foi criado como Farchet BC, o nome de um subúrbio de Wolfratshausen. O clube não era de futebol, em suas origens, mas suas atividades participavam do pub local. Cada sócio carrega uma bola verde, semelhante a do escudo, como uma forma de identificação. O número de bolas foi fixado em 30, tornando o clube muito limitado em número de membros. Portanto, a sua composição atual fica a 1.400. A falta de apresentação da bola para outro membro do clube a pedido era uma ofensa passível de punição. O clube era, naqueles dias, o que bávaros chamavam de Stöpsel-Club (clube de topo da garrafa).
A falta do futebol se devia por não haver uma praça de esportes apropriada, por isso optou-se em atuar como uma equipe reserva de outros times. Em 1961, finalmente se associou à Associação Bávara e competiu com seu próprio nome. Entre os membros mais proeminentes nesses primeiros dias havia Edmund Stoiber, que viria a ser ministro presidente da Baviera. Em 1966, começou a construir a sua própria sede, e em 1974, mudou seu nome para BCF Wolfratshausen.
No campo, o BCF teve que esperar um tempo considerável para experimentar o sucesso. Em 1995, ficou em segundo lugar na local C-Klasse, a liga mais abaixo possível. Um clube poderia jogar em seguida, na Baviera, a camada décima do sistema bávaro de liga de futebol. Depois de uma promoção de sucesso decisivo, o clube galgou um nível acima, a B-Klasse. Em sua primeira temporada, ficou em segundo lugar mas dessa vez falhou na fase de promoção. Um ano depois, venceu o campeonato.
A A-Klasse se tornou apenas outro percalço para a equipe, que vencendo o campeonato, conquistou a promoção para a Bezirksliga Oberbayern-Süd. O time ficou em segundo lugar nesse certame em seu primeiro ano, mas falhou na fase de promoção, perdendo no tempo extra para o Wacker Burghausen II. Após uma regular temporada em 1999-2000, ganhou o título no ano seguinte e subiu para a Oberbayern Bezirksoberliga. Nessa divisão, a boa campanha perdurou e o clube chegou a camada cinco, a Landesliga Bayern-Süd.
Na Landesliga, o BCF parecia repetir as temporadas anteriores, terminando líder na pausa de inverno. Na primavera, caiu um pouco e terminou o ano em quinto lugar. Na temporada seguinte, 2003-2004, ficou em segundo lugar depois de perder uma decisão contra o MTV Ingolstadt e teve que entrar na fase de promoção. O time bateu o SG Quelle Fürth por 3 a 2 e ganhou o acesso à Oberliga Bayern, a maior liga local.
A permanência na quarta divisão, a Bayernliga, foi desde então o seu marco. Na primeira temporada acabou em último ao obter o retrospecto de apenas seis vitórias em 34 jogos, tendo que retornar à Landesliga.

## Títulos

### Ligas
- Landesliga Bayern-Süd (V) 
  - Vice-campeão: 2004;
- Bezirksoberliga Oberbayern (VI) 
  - Campeão: 2002;
- Bezirksliga Oberbayern-Süd (VII) 
  - Campeão: 2001;
  - Vice-campeão: 1999;
- A-Klasse (VII) 
  - Campeão: 1999;
- B-Klasse (IX) 
  - Campeão: 1998;

## Cronologia recente
A recente performance do clube:
| Temporada | Divisão                    | Módulo | Posição |
| 1999–2000 | Bezirksliga Oberbayern-Süd | VII    | 9º      |
| 2000–01   | Bezirksliga Oberbayern-Süd | VII    | 1º ↑    |
| 2001–02   | Bezirksoberliga Oberbayern | VI     | 1º ↑    |
| 2002–03   | Landesliga Bayern-Süd      | V      | 5º      |
| 2003–04   | Landesliga Bayern-Süd      | V      | 2º ↑    |
| 2004–05   | Oberliga Bayern            | IV     | 18º ↓   |
| 2005–06   | Landesliga Bayern-Süd      | V      | 4º      |
| 2006–07   | Landesliga Bayern-Süd      | V      | 13º     |
| 2007–08   | Landesliga Bayern-Süd      | V      | 7º      |
| 2008–09   | Landesliga Bayern-Süd      | VI     | 8º      |
| 2009–10   | Landesliga Bayern-Süd      | VI     | 8º      |
| 2010–11   | Landesliga Bayern-Süd      | VI     | 10º     |
| 2011–12   | Landesliga Bayern-Süd      | VI     | 7º ↑    |